# Doncaster
Doncaster es una ciudad del Reino Unido situada en Inglaterra. Según el censo de 2011 tiene una población de 127.851 personas. Está situada en el condado de Yorkshire del Sur y es reconocida a nivel mundial por ser la ciudad natal del artista británico, Louis Tomlinson.
Fue fundada en el siglo I por los romanos sobre un asentamiento celta de nombre Caer Daun ('fuerte del [río] Daun') con el nombre de DANVM y contaba con un fuerte (castra) para controlar el paso del río Don de la ruta entre Lincoln y Eboracum (York). Su posición era en esa época de frontera entre los coritani y los brigantes, pueblo que si bien fue cliente de Roma en los primeros tiempos de la conquista se convirtió pronto en uno de los más beligerantes.
El nombre actual proviene justamente de Don Caster, corrupción del sajón Don Castra (fuerte del Don). Durante años fue lugar de atracción de los famosos Butterscotch.